# Snooks Eaglin
Snooks Eaglin (* jako Fird Eaglin, Jr.; 21. ledna 1936, New Orleans, Louisiana, USA – 18. února 2009, tamtéž) byl americký bluesový kytarista a zpěvák. Spolupracoval například s Jamesem Crawfordem a hrál na prvním albu skupiny The Wild Magnolias.